# Jacques Blumenthal
Jacques Blumenthal (Amburgo, 4 ottobre 1829 – Chelsea, Cheyne Walk, 17 maggio 1908) è stato un pianista e compositore tedesco naturalizzato inglese.

## Biografia
Nato ad Amburgo, iniziò i suoi studi musicali in tenera età, ricevendo l'educazione musicale da Friedrich Wilhelm Grund, Carl Maria von Bocklet e Simon Sechter. Nel 1846 entrò al Conservatorio di Parigi, dove studiò pianoforte sotto la guida di Henri Herz e Fromental Halévy.
Nel 1848 Blumenthal si stabilì a Londra, dove divenne il pianista della Regina Vittoria. La posizione contribuì alla sua richiesta come insegnante nella società londinese ed ebbe un notevole successo finanziario. Blumenthal compose anche un certo numero di opere; i suoi pezzi brevi per pianoforte e le sue canzoni raggiunsero una notevole popolarità, sebbene i suoi sforzi per pezzi su più vasta scala non abbiano mai incontrato un simile successo. Morì nella sua casa a Cheyne Walk, Chelsea, nel maggio 1908; la sua vedova, Léonie Souvoroff Blumenthal, née Gore, assegnò i diritti d'autore della sua musica alla Royal Society of Musicians.

## Lavori selezionati
- "The Message" (1864)
- "The Requital" (1864)
- "We Two" (1879)
- "Christ the pilgrim" (1884)
- "My Queen" (1885)
- "O Waly, Waly"